# Клубный чемпионат Франции по теннису среди женщин 2013
Клубный чемпионат Франции по теннису среди женщин 2013 (оно же — Женский премьер-дивизион) — традиционный показательный теннисный турнир, проводящийся в конце года во Франции.
Турнир проводится в два раунда — сначала команды разбиваются на две группы, играя каждая с каждой в один круг, а затем проводят по одной решающей встречи: лидеры групп — за чемпионский титул; пара аутсайдеров (последняя команда одной группы с предпоследней другой) матчи за право остаться в лиге.
Каждая матчевая встреча состоит из 6 встреч (4 — в одиночном разряде и 2 — в парном). В рещающих матчах, в случае ничьей по итогам этих встреч играется дополнительная парная встреча.
В 2012 году турнир стартовал 18 ноября.

## Участники турнира
| Клуб                | Теннисистки                                                                                                  | Клуб                       | Теннисистки                                                                                               |
| ------------------- | --- | -------------------------- | --- |
| TCM Denain          | Катрин Вёрле Михаэла Гончова Ализе Корне Елица Костова Моника Никулеску Кирстен Флипкенс Мервана Югич-Салкич | TC Cormontreuil            | Ева Бирнерова Екатерина Бычкова Луция Градецкая Весна Долонц Клер Маклуфи Тереза Мартинцова Бибиана Схофс |
| TE Entente Yonnaise | Маррит Бонстра Эстрелья Кабеса Кандела Ольга Калюжная Меган Мултон-Леви Хлоэ Паке                            | Lagardere Paris Racing     | Кристина Младенович Летисия Сарразан Юлия Федосова Клер Фёэрстен Петра Цетковская Амандин Эсс             |
| ASPTT Metz          | Тимея Бабош Селин Каттанео Ивана Лисяк Патриция Майр-Ахлайтнер Юстина Оцга                                   | SCT Levallois              | Сеголен Берже Ирина Бремон Юлия Глушко Анаис Лорендон Шаразад Рэ                                          |
| US Orleans          | Магали Жирар Ирина Рамьялизон Маргалита Чахнашвили Хайенн Эвейк                                              | Raquette Villeneuve d’Ascq | Сандра Заневская Маша Зец-Пешкирич Самиа Менжади Лина Станчюте Элизе Тамаэла                              |
| TC Paris            | Тимея Бачински Одри Берго Жюли Куэн Ализе Лим Мэнди Минелла Полин Пармантье Стефани Форетц Гакон             | Saint Germain TPBV         | Вероника Капшай Александра Корашвили Ольга Савчук Юлиана Федак                                            |

## Ход соревнования

### 1-й этап

#### Группа А[1]
| Поз. | Команда             | Очки | Матчи | Сеты | Геймы | 1   | 2   | 3   | 4   | 5   |
| ---- | ------------------- | ---- | ----- | ---- | ----- | --- | --- | --- | --- | --- |
| 1.   | ASPTT Metz          | 10   | +8    | +15  | +48   | X   | 2:4 | 4:2 | 4:2 | 6:0 |
| 2.   | TC Paris            | 10   | +8    | +12  | +40   | 4:2 | X   | 2:4 | 5:1 | 5:1 |
| 3.   | TCM Denain          | 10   | +6    | +12  | +40   | 2:4 | 4:2 | X   | 5:1 | 4:2 |
| 4.   | US Orleans          | 6    | −8    | −17  | −71   | 2:4 | 1:5 | 1:5 | X   | 4:2 |
| 5.   | TE Entente Yonnaise | 4    | −14   | −22  | −57   | 0:6 | 1:5 | 2:4 | 2:4 | X   |

#### Группа Б[2]
| Поз. | Команда                    | Очки | Матчи | Сеты | Геймы | 1   | 2   | 3   | 4   | 5   |
| ---- | -------------------------- | ---- | ----- | ---- | ----- | --- | --- | --- | --- | --- |
| 1.   | Lagardere Paris Racing     | 12   | +18   | +34  | +92   | X   | 6:0 | 6:0 | 4:2 | 5:1 |
| 2.   | TC Cormontreuil            | 9    | 0     | +1   | +22   | 0:6 | X   | 3:3 | 4:2 | 5:1 |
| 3.   | SCT Levallois              | 7    | −2    | −4   | +13   | 2:4 | 3:3 | X   | 3:3 | 3:3 |
| 4.   | Saint Germain TPBV         | 6    | −8    | −13  | −44   | 0:6 | 2:4 | 3:3 | X   | 3:3 |
| 5.   | Raquette Villeneuve d’Ascq | 4    | −8    | −18  | −83   | 1:5 | 1:5 | 3:3 | 3:3 | X   |

### 2-й этап

#### Финал
|                 |    | ASPTT Metz                          | Lagardere Paris Racing               | Счёт           | Итог      |
| --------------- | -- | ----------------------------------- | ------------------------------------ | -------------- | --------- |
| Одиночные матчи | 1. | Патриция Майр-Ахлайтнер             | Петра Цетковская                     | 4:6 3:6        | 0-1       |
| Одиночные матчи | 2. | Юстина Оцга                         | Кристина Младенович                  | 4:6 3:6        | 0-2       |
| Одиночные матчи | 3. | Селин Каттанео                      | Клер Фёэрстен                        | 4:6 2:6        | 0-3       |
| Одиночные матчи | 4. | Ивана Лисяк                         | Амандин Эсс                          | 7:5 2:6 6:7(2) | 0-4       |
| Парные матчи    | 1. | Патриция Майр-Ахлайтнер Ивана Лисяк | Петра Цетковская Кристина Младенович | 3:6 6:0 [3:10] | 0-5 (0-1) |
| Парные матчи    | 2. | Селин Каттанео Юстина Оцга          | Клер Фёэрстен Юлия Федосова          | 2:6 0:6        | 0-6 (0-2) |